# Municipio de San Antonio de los Baños
Municipio de San Antonio de los Baños är en kommun i Kuba.   Den ligger i provinsen Artemisa, i den västra delen av landet, 30 km söder om huvudstaden Havanna.